# Taça de Açúcar de 2005
O Taça de Açúcar de 2005, foi uma competição de futebol americano nos Estados Unidos, em Nova Orleans, patrocinada pela empresa filandesa Nokia.